# 奧澤列季
51°46′42″N 32°22′45″E / 51.77833°N 32.37917°E
奧澤列季（烏克蘭語：Озереди），是烏克蘭北部的村莊，隸屬切爾尼希夫州的科留基夫卡區。該村面積0.32平方公里，海拔高度148米，2001年人口37，人口密度每平方公里116.7人。